# 꽃보다 남자
《꽃보다 남자》(花より男子 하나요리 단고[*])는 가미오 요코가 창작한 일본의 만화 작품이다. 슈에이샤의 격주간 소녀 만화 잡지인 《마가렛》에 연재되었다. 단행본은 1992년부터 2008년까지 37권으로 발행되었고, 2005년부터 2006년까지 완전판이 20권으로 발행되었다. 제41회 쇼가쿠칸 만화상을 받았다. 제목은 “금강산도 식후경”이란 뜻인 일본 속담 “꽃보다 경단(花より団子 하나요리 단고[*])”에서 따왔다.
본 작품이 동명 원작을 극화한 국내 제작 드라마인 KBS 드라마본부 측에서 월화드라마가 최종 확정된 후, 2009년 1월 5일에 KBS 2TV에서 본방송을 개시하여, 'F4 신드롬'이란 신조어가 유행하기도 했다.

## 줄거리
마키노 츠쿠시는 평범한 가정에서 자라 평범한 중학교를 다녔지만 어머니의 허영심으로 명문 에이토쿠 학원에 입학한다. 도묘지 츠카사, 하나자와 루이, 니시카도 소지로, 미마사카 아키라는 에이토쿠 학원을 좌지우지하며 플라워 4, 줄여서 F4라고 불린다. 정의감이 강한 츠쿠시는 F4의 횡포에 화가나지만 눈에 띄는 것이 싫어 조용히 지낸다.
어느 날, 엔도 마키코가 계단에서 굴러떨어져 F4의 리더인 도묘지와 부딪치고, 마키코는 왕따를 당할 위기에 놓인다. 마키코를 안쓰럽게 여긴 츠쿠시는 F4에게 분노하고 츠카사에게 맞선다. 결국 츠쿠시의 사물함에 F4의 선전포고인 레드 카드가 달리고 츠쿠시는 전교에서 왕따를 당하지만 이를 계기로 츠쿠시는 좌절하기보다는 본연의 정의감을 깨닫고 츠카사에게 맞서기로 한다. 츠쿠시는 루이에게 호감을 느끼는 반면 츠카사는 본인의 자신을 사로잡는 누나의 모습을 닮은 츠쿠시를 좋아하게 되는데...

## 미디어

### 애니메이션
일본
- 1996년 꽃보다 남자(Hana Yori Dango) - TV아사히 제작

### 텔레비전 드라마
대만
- 2001년 유성화원 (流星花園: Meteor Garden) - CTS 제작
- 2003년 꽃보다 남자 (流星花園)
- 2003년 꽃보다 남자2 (流星花園 2)

 일본
- 2005년 꽃보다 남자 (花より男子 ) - TBS 제작
- 2007년 꽃보다 남자 리턴즈 (花より男子 2) - TBS 제작

 대한민국
- 꽃보다 남자 (KBS 2TV 월화 드라마) - 2009년 상반기 방영작

 중국
- 2009년 일기래간유성우 (一起来看流星雨) - 후난TV 제작
- 2010년 일기우간유성우 (一起又看流星雨) - 후난TV 제작
- 2018년 유성화원 (流星花園: Meteor Garden) - 후난TV 제작

### 영화
일본
- 1995년 꽃보다 남자 (花より男子) - 후지TV·도에이 제작
- 2008년 꽃보다 남자 F (Boys Over Flowers : Final) - TBS·토호 제작

### 뮤지컬
대한민국
- 2017년 꽃보다 남자 The Musical[2]